# Finley Point
Finley Point (salish: sčc̓méple) és una concentració de població designada pel cens dels Estats Units a l'estat de Montana. Segons el cens del 2000 tenia 493 habitants.

## Demografia
Segons el cens del 2000, Finley Point tenia 493 habitants, 213 habitatges, i 142 famílies. La densitat de població era de 44,4 habitants per km².
Dels 213 habitatges en un 20,7% hi vivien nens de menys de 18 anys, en un 58,7% hi vivien parelles casades, en un 4,2% dones solteres, i en un 32,9% no eren unitats familiars. En el 29,6% dels habitatges hi vivien persones soles el 9,9% de les quals corresponia a persones de 65 anys o més que vivien soles. El nombre mitjà de persones vivint en cada habitatge era de 2,25 i el nombre mitjà de persones que vivien en cada família era de 2,76.
Per edats la població es repartia de la següent manera: un 18,7% tenia menys de 18 anys, un 5,9% entre 18 i 24, un 20,5% entre 25 i 44, un 35,3% de 45 a 60 i un 19,7% 65 anys o més.
L'edat mediana era de 48 anys. Per cada 100 dones de 18 o més anys hi havia 112,2 homes.
La renda mediana per habitatge era de 30.987 $ i la renda mediana per família de 49.063 $. Els homes tenien una renda mediana de 40.714 $ mentre que les dones 17.639 $. La renda per capita de la població era de 19.575 $. Aproximadament el 7,9% de les famílies i el 8,4% de la població estaven per davall del llindar de pobresa.

## Poblacions més properes
El següent diagrama mostra les poblacions més properes.